# 电影乐队
电影乐队（羅馬化：Kino）是1982年在列宁格勒成立的苏联摇滚乐队。该乐队由维克多·崔共同创立并领导，他为乐队几乎所有歌曲创作了音乐和歌词。在8年的时间里，电影乐队发行了7张录音室专辑中的90多首歌曲，还发行了一些合辑和现场专辑。该乐队的音乐还通过地下私制与售卖磁带的形式广泛传播。维克多·崔于1990年因车祸去世。在他去世后不久，乐队在发行了最后一张专辑后解散，其中包含崔和乐队在他去世前几个月创作的歌曲。
2019年，乐队宣布重组，计划于2020年秋季举办30年来的首次音乐会，但后来由于2019冠狀病毒病俄羅斯疫情而推迟到2021年。

## 经历

### 早年
电影乐队成立于1981年，由来自列宁格勒（现圣彼得堡）的两个早期团体Palata No. 6和Piligrimy的成员组成。他们最初将乐团名字命名为加林和双曲面），该名字来源于阿列克谢·托尔斯泰的小说《加林工程师的双曲线体》。该乐队由维克多·崔和吉他手阿列克谢·雷宾和鼓手奥列格·瓦林斯基组成。他们开始排练，但鼓手瓦林斯基被征召入伍而不得已离开乐队。1982年春天，他们开始在列寧格勒搖滾俱樂部演出，并结识了颇具盛名的地下音乐家鲍里斯·格列边希科夫。大概这个时候，乐队的名字被他们改为“电影”。选择这个名字是因为大家觉得“电影”一词兼具“短”和“合成”（指音节为清晰的两段）两个特性。乐队成员们对此非常满意，因为简短的两个音节会让世界各地的听众都能准确发音。 崔和雷宾后来表示，他们是在看到一个明亮的电影院招牌后想出了这个点子。

### 《45》和职业生涯的开始（1982年）
电影乐队于1982年发行了首张专辑《45》 。由于当时乐队只有两名成员，格雷本希科夫提议由他的乐队水族馆的成员协助录制这张专辑。其中包括大提琴家弗谢沃洛德·加克尔、长笛演奏家安德烈·罗曼诺夫和贝斯手米哈伊尔·范斯坦·瓦西里耶夫 。因为当时没有鼓手，所以专辑中使用了鼓机。这样简单的乐器阵容让本专辑听起来活泼明亮。在抒情意义上，本专辑对城市生活的浪漫主义和诗意语言的运用使其类似于早期的苏联吟游音乐，这张专辑由13首歌曲组成，根据所有歌曲的总长度被命名为《45》。当时电影乐队的知名度相当有限，所以大家并不觉得这张专辑很成功。崔后来表示，这张专辑的制作很粗糙，他本应该用不同的方式录制它。

### 过渡阶段（1982年底至1984年）
1982年末，电影乐队试图与鼓手瓦列里·基里洛夫以及声音设计师安德烈·库斯科夫一起在马利戏剧院的录音室录制第二张专辑 （基里洛夫后来加入了动物园乐队）。然而，崔对这个项目兴致不长，所以他们停止了录音。1983年冬天，他们在列宁格勒和莫斯科进行了几场演出，其中一些由水族馆乐队的鼓手彼得·特罗先科夫伴奏 。吉他手雷宾的位置由排练贝斯手马克西姆·科洛索夫和后来的吉他手尤里·卡斯帕良取代。据 格雷本希科夫说，卡斯帕良最初吉他水平很差，但他进步飞快，并最终成为电影乐队第二重要的成员。科洛索夫和卡斯帕良一起，同电影乐队在列宁格勒摇滚俱乐部举办了他们的第二场音乐会。
乐队的职责由崔和雷宾平分。崔负责创作部分比如作曲和作词，而雷宾则负责所有行政工作，例如组织音乐会、排练和录音。1983年3月，他们之间爆发了严重的冲突，两位音乐家之间的分歧达到了顶峰。崔对雷宾演唱的是他的歌曲而不是自己的作品这件事感到特别恼火，而雷宾也不喜欢崔对乐队的无条件领导。最终，两人分道扬镳，雷宾也离开了乐队。
这一时期唯一的音频文件是私制的《46》 ，其中包含崔新歌的小样。这些歌曲延续了45的浪漫主义风格，但是带有相对更黑暗的基调。崔认为该录音“只是排练录音”，但许多歌迷将其视为电影乐队的第二张专辑。尽管如此，乐队官方从未将《46》视为正式专辑。 

### 《勘察加队长》和不断增长的名声 (1984–1985)
1984年，电影乐队发行了他们的第二张专辑《勘察加队长》 （俄语：Начальник Камчатки）。该标题的灵感源自崔的工作：锅炉工（“Начальник”的意思是“酋长”或“老板”，而“堪察加”在这里是俚语，意思是“非常遥远的地方”，并且也是崔工作过的锅炉房的民间名称。这间锅炉房现在成了他的博物馆。）。并且，这个名字还参考了1967年的苏联喜剧《楚科奇酋长》（俄语：Начальник Чукотки）。格雷本希科夫再次担任本张专辑制作人，并且带来了许多朋友帮助录制。其中包括亚历山大·蒂托夫（低音吉他）、谢尔盖·库尤欣（键盘）、彼得·特罗先科夫（鼓）、弗谢沃洛德·加克尔（大提琴）、伊戈尔·布特曼（萨克斯）和安德烈·拉琴科（鼓）。格雷本希科夫本人则演奏一种小型键盘乐器。这张专辑风格极简，编曲稀疏，并在卡斯帕良的吉他上使用了模糊效果器。 “这张专辑属于电子音乐，在声音和形式上都有些实验性。我不能说声音和风格取向都按照着我们的想法在走，但从实验的角度来说，它很有趣。”崔后来说。 
专辑完成后，崔组建了电影乐队的电子乐部分，其中包括主音吉他手卡斯帕良、贝斯手蒂托夫、鼓手乔治·古里亚诺夫。他们从1984年5月开始排练新的曲目。随后电影乐队在列宁格勒摇滚俱乐部的 II Festival 音乐会表演，获得了大量好评并且让乐队开始受到公众关注。电影乐队很快出名，并开始在全苏联巡演。 夏天，他们与水族馆乐队和其他乐队一起参加了在莫斯科郊区的尼科利纳·戈拉镇举办的联合演出。本次演出广受好评，但是受到了国家安全部队的密切监督。在1985年，电影乐队发行了他们的第三张专辑《这不是爱情...》。

### 《夜晚》和誉满全国（1985-1986）

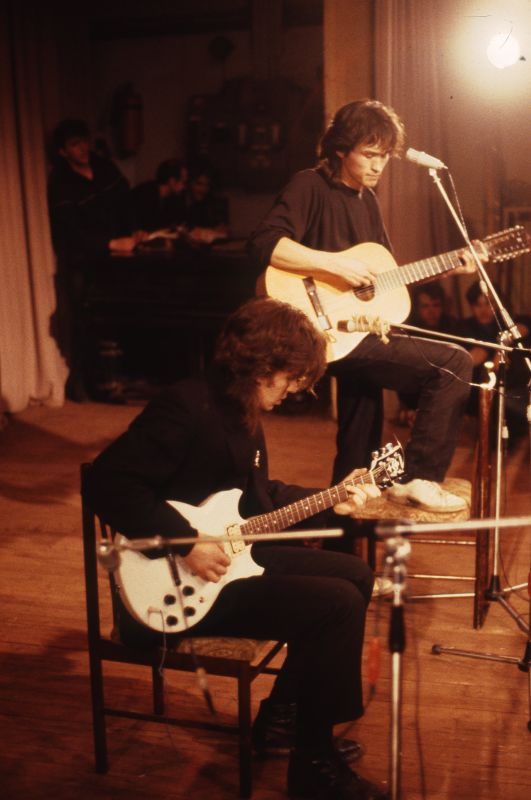
1986 年，维克托·崔 (上) 和尤里·卡斯帕良 (下) 在列宁格勒举行的一场音乐会上。

1985年初，电影乐队试图录制另一张专辑，但是崔不喜欢制作人安德烈·特罗皮罗干涉他的工作，所以该项目未能完成。 
1985年11月，本就是水族馆一员的蒂托夫决定离开电影乐队，转投水族馆。爵士吉他手伊戈尔·季霍米罗夫接替了他的位置。从此一直到电影乐队解散，他都是乐队“经典阵容”的一部分。 
1986年1月，特罗皮罗发行了电影乐队几个月前在他的工作室录制的未完成唱片，标题为《夜》 （俄语：Ночь）。本专辑售出了200万张，使电影乐队的知名度远远超出了摇滚界。然而，乐队本身对这张专辑的发行持极其负面的看法。他们从唱片销售中只得到了少量报酬，地下摇滚媒体对这张专辑抱以批评的态度。 
86年春天，电影乐队在 IV Festival 音乐节上表演，并凭借歌曲《现在，我们该采取行动了》（俄语： «Дальше действовать будем мы»）获得了大奖。夏天，他们前往基輔与谢尔盖·李森科)合作拍摄一部名为《盛夏将逝》的电影。这部电影的故事情节由乐队的三首歌曲和前面提到的歌曲组成。7月，他们与水族馆和Alisa乐队一起在莫斯科文化工程宫演出。随后，三支乐队发行了一张名为《红波》的合辑。 这张专辑在加州售出10000张，成为首张在西方发行的苏联摇滚唱片。

### 《血液型》和如潮好评 (1986–1988)
崔在1986导1988年间不断出演电影以及创作新歌。其中的代表就是他主演的电影《针》（俄语：Игла）和专辑《血液型》（俄语： «Группа крови»）。 在这段时间里，吉他手卡斯帕良与一名美国人乔安娜·斯汀雷结了婚，后者从国外为乐队带来了高质量的设备。电影乐队在专辑《血液型》中使用的技术设备远远好于他们之前唱片的，使得这张专辑成为了他们第一张在技术上与同时期欧美专辑相当的唱片。俄罗斯记者亚历山大·日廷斯基称《血液型》是俄罗斯音乐中最佳的作品之一，将俄罗斯摇滚提升到了一个新水平。这张专辑在西方也广受好评，由国会唱片公司于 1989年发行，并受到美国评论家羅伯特·克里斯特高的称赞。  旋律唱片公司于1988年也发行了《夜晚》的黑胶唱片。
电影乐队登上了苏联中央电视台。苏联1987的一部以摇滚为主题的电影《阿萨》中，崔在数千人前表演了《渴望变革》 （直译：「我想要改变」）。此后，电影乐队的名声席卷全国，他们的音乐彻底俘获了20世纪80年代苏联年轻人的心。 

### 《一颗名叫太阳的星星》和全球知名（1989-1990）
在誉满全国后不久，电影乐队开始收到来自东欧集团甚至其他国的演出邀请。他们去丹麦参加了为1988年亞美尼亞大地震筹集资金的慈善演出，并在布尔日最大的法国摇滚音乐节和梅尔皮尼亚诺的苏联-意大利音乐节上表演。1989年，他们前往纽约举办了《针》的首映式，以及一场小型音乐会。 
1989年，他们发行了《一颗名叫太阳的星星》（俄语：Звезда по имени Солнце）。虽然乐队盛名依旧，但是这张专辑的内核偏向孤独、内省和悲伤。电影乐队出现在了苏联流行电视节目《Vzglyad》中，并尝试着录制了一些片段。尽管崔对录制结果不满意并坚持要将其删除，但这些片段仍然经常出现在电视上。
大约在这个时候，乐队决定创建一个单独的流行乐队来表演他们更轻松愉快的歌曲，以此在那些让他们出名的流行歌曲和崔内省的沉思之间取得平衡。
1990年，电影乐队在中央列宁体育场表演，组织者为他们点燃了奥林匹克圣火 。此前该圣火只点燃过四次（1980年莫斯科奥运会、1985年世界青年和学生节、1986年友好运动会和1989年莫斯科国际和平节）。

### 《黑色专辑》和电影乐队的结局(1990)
1990年6月，在结束了漫长的巡演季后，乐队决定短暂休息一下，然后前往法国录制下一张专辑。然而在8月15日，崔在钓鱼归来时在圖庫姆斯附近发生车祸身亡。
在崔去世前，他们在拉脱维亚录制了几首歌曲。乐队的其余成员完成了这张专辑以向逝去的乐队灵魂致敬。这张专辑没有正式名称，但人们由于其全黑的封面而称其为《黑色专辑》（俄语：Чёрный альбом）。该专辑于1990年12月发行。不久之后，电影乐队的其余成员和其他与崔关系密切的人召开了新闻发布会，宣布乐队解散。

### 重组（2012年、2019年至今）
在2012 年，也就是崔的50岁诞辰之时，电影乐队短暂重聚并且重新录制了歌曲《阿塔曼》。这首歌原本打算收录在《黑色专辑》中，但是由于当时只录制了低质量人声而未能按计划进行。这是这首歌的最终版本，也是由乔治·古里亚诺夫伴奏的最后一首歌曲。古里亚诺夫在前段时间查出患有肝癌，并于2013年7月20日因丙型肝炎、肝癌和胰腺癌并发症去世，享年52岁。
2019年，乐队宣布重组，计划在2020年秋季举办30年来的首场音乐会。音乐会会有原吉他手尤里·卡斯帕良、原贝斯手亚历山大·蒂托夫和伊戈尔·蒂霍米洛夫出场。同时，这次音乐会还将使用从原始多通道录音中数字化的崔的人声，并附有“独特的视频序列”。维克托·崔的儿子亚历山大·崔成为了乐队的制作人。然而，由于2019冠狀病毒病俄羅斯疫情，音乐会被推迟到2021年。
2021年3月，一张名为《北缆厂的电影》的现场专辑问世，一年后的2022年12月22日，一张名为《12_22》的专辑在线上平台发行。
维克多·崔创作了电影乐队的所有歌曲。他的歌词兼具诗意和简短的词句。 虽然存在一些自由的思想（比如一首叫做《妈妈安那其》的歌曲），但总的来说，乐队并没有过度公开地向公众传达政治性信息，除了反复出现的追求自由解放的思想。他们的歌曲主要关注人类生活中的斗争，并涉及爱情、战争和自由等主题。当被问及他音乐的社会和政治地位时，崔说他的歌曲是艺术品，他不想从事新闻工作。 

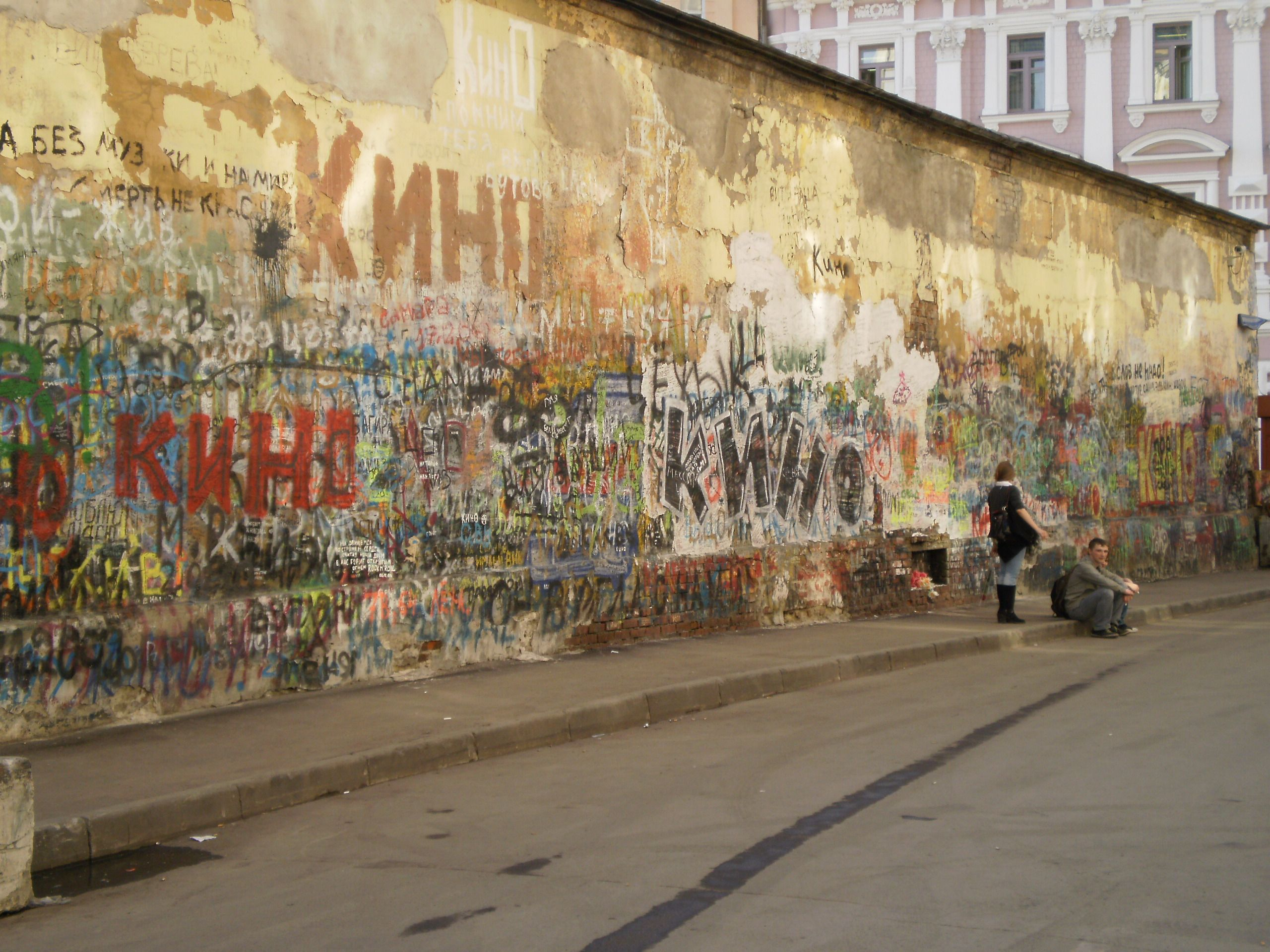
贴满了电影粉丝留言的“崔墙”（位于老阿尔巴特街）。

作为最早的俄罗斯摇滚乐队之一，电影极大地影响了后来人。 1999年12月31日，俄罗斯摇滚电台Nashe Radio根据听众投票结果公布了20世纪100首最佳俄罗斯摇滚歌曲，其中电影乐队上榜10首，比其他任何乐队都多，并且《血液型》位居第一。俄罗斯报纸《共青团真理报》将 电影乐队列为有史以来第二大最具影响力的俄罗斯乐队（仅次于Alisa）。此外，《血液型》被2007年俄语版《滚石杂志》列为改变世界的四十首歌曲之一。
崔简单、连续的抒情风格很容易被电影乐队的听众所接受，这帮助他们在整个苏联赢得了知名度。虽然没有过度政治化，但他们的音乐与米哈伊尔·戈尔巴乔夫的自由主义改革（例如開放政策和1987年苏联经济改革）相吻合。此外，他们的音乐的西方风格增加了西方文化在苏联的受欢迎程度。 
电影乐队在现代俄罗斯仍然很受欢迎，尤其是崔，被大家视为受崇拜的英雄。该团体的受欢迎程度被称为“电影狂热”（Kinomania），该团体的粉丝被称为“电影迷”（Kinophiles）。在莫斯科，有一座崔墙，歌迷们可以在这里给音乐家留言。而崔曾经工作过的锅炉房则成为了俄罗斯摇滚乐迷的朝圣地。
- 维克多·崔 (Виктор Цой) – 主唱、节奏吉他、原声吉他（1981-1990；逝世于 1990 年）
- 阿列克谢·雷宾 (Алексей Рыбин) – 主音吉他(1981–1983)
- 奥列格·瓦林斯基(Олег Валинский) – 鼓(1981)
- 尤里·卡斯帕良(Юрий Каспарян) – 主音吉他、和声(1983–1991)
- 亚历山大·蒂托夫(Александр Титов) – 贝司、和声(1984–1985)
- 乔治·古里亚诺夫 (Георгий Гурьянов) – 鼓、打击乐、和声（1984-1991；去世于 2013 年）
- 伊戈尔·季霍米洛夫(Игорь Тихомиров) – 贝斯(1985–1991)

## 作品
录音室专辑
- 45 (1982)
- 46 (1983)
- 堪察加队长(1984)
- 这不是爱情... (1985)
- 夜(1986)
- 血液型(1988)
- 一颗名叫太阳的星星(1989)
- 无题（黑色专辑）（1990）

合辑专辑
- 最后的英雄(1989)